# Pro Street Bike
Pro Street Bike är en dragracingklass för vanliga men modifierade motorcyklar med mycket trimning. Man måste använda en standardram som får modifieras och vanliga mönstrade däck. Man kör utan så kallade "wheeliebars".